# The Sheik
Edward George Farhat (né le 9 juin 1926 à Lansing et mort le 18 janvier 2003 à Williamston) est un catcheur (lutteur professionnel) américain d'origine arabo-libanaise mieux connu sous son nom de ring The Sheik (ou The Original Sheik, pour être distingué de l'Iron Sheik).
Il est un des catcheurs qui popularise le catch hardcore dès les années 1950. Il est aussi promoteur de catch et fonde la Big Time Wrestling à Détroit. Il est aussi l'oncle du catcheur Sabu.

## Carrière de catcheur

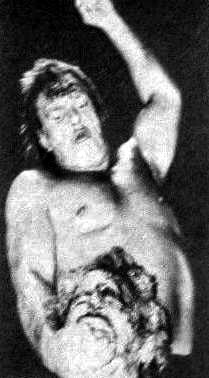
Johnny Valentine en tant que champion poids lourds dans le magazine de catch Wrestling Annual de juin 1975.

### Débuts
Farhat commence sa carrière de catcheur en 1949 après avoir servi dans l'US Army. En raison de ses origines libanaises, les promoteurs l'annoncent comme étant originaire de Syrie. 

## Palmarès
- Heart of America Sports Attractions|Central States Wrestling
  - NWA Central States United States Championship] (1 fois)

- Frontier Martial Arts Wrestling
  - WWA World Martial Arts Heavyweight Championship (2 fois)

- International Championship Wrestling
  - ICW United States Heavyweight Championship (2 fois)

- Japan Wrestling Association
  - NWA United National Championship (1 fois)

- 'Maple Leaf Wrestling
  - NWA Toronto United States Heavyweight Championship -version de Toronto (4 fois)

- National Wrestling Alliance (Detroit)
  - NWA Detroit United States Heavyweight Championship - version de Detroit (12 fois]

- National Wrestling Alliance Hollywood Wrestling
  - NWA Americas Heavyweight Championship (2 fois)

- National Wrestling Alliance Mid-Pacific Promotions
  - NWA Hawaii Heavyweight Championship (1 fois)

- Ohio Pro Wrestling
  - Hall of Fame (14 Janvier 2018)

- Southwest Sports, Inc.
  - NWA Texas Heavyweight Championship (1 fois)

- World Wide Wrestling Federation/World Wrestling Entertainment
  - WWWF United States Championship (1 time)
  - Membre du WWE Hall of Fame (Classe de 2007)

- Wrestling Observer Newsletter
  - Membre du Wrestling Observer Hall of Fame (1996)

## Récompenses des magazines
- Pro Wrestling Illustrated
  - PWI Most Hated Wrestler of the Year (1972)